# هيلاري وا
هيلاري وا (بالإنجليزية: Hillary Waugh)‏ (22 يونيو 1920، نيو هيفن في الولايات المتحدة - 8 ديسمبر 2008، تورينغتون في الولايات المتحدة)؛ كاتب وروائي أمريكي. درس في جامعة ييل.